# María Mayita Meléndez Altieri
María Eloísa Meléndez Altieri (Río Piedras, Puerto Rico, 26 de diciembre de 1951) es una odontóloga y política puertorriqueña, exalcaldesa del Municipio Autónomo de Ponce, miembro del Partido Nuevo Progresista.
Es hija de José Luis Meléndez Mena, comerciante y de Eloísa Altieri Brou, exgerente de banco. Es la mayor de cuatro hermanas. Es madre de Ana Margarita y María del Mar Mateu Meléndez, ambas abogadas licenciadas; y en agosto del 2011 se convirtió en abuela por primera vez de una niña.

## Formación
Estudió en la Facultad de Ciencias Naturales de la Universidad de Puerto Rico, recinto de Rio Piedras. Alcanzó un Bachillerato en Ciencias con concentración en Física y Biología en 1973. En 1977 recibió el grado de Doctor en Medicina Dental de la Escuela de Odontología del recinto de Ciencias Médicas de la UPR. 
Meléndez Altieri inició su práctica profesional de odontología en Ponce. Ejerció la profesión de cirujana dental por 31 años (1977-2008) destacándose tanto en el área clínica como en la educativa, y administrativa.

## Experiencia
- Fue Directora del Programa de Asistencia Dental, con funciones expandidas, en el Ponce Paramedical College (1994-2004), en Villa Flores, Ponce.
- Presidió el distrito Sur del Colegio de Cirujanos Dentistas de Puerto Rico (1997).
- Presidió el Colegio de Cirujanos Dentistas de Puerto Rico (2001-2002).
- Fue delegada alterna para Puerto Rico en la Casa de Delegados de la Asociación Dental Americana (2001).
- Tuvo oficina dental privada en Ponce.
- Asesoró al Comité Dental para el proyecto Head Start de la Región de Ponce.
- Prestó servicios gratuitos a las comunidades en clínicas dentales del Centro Ferrán.
- Formó parte de la Facultad de la American Technological College (2004-2005).
- Fue asesora de la Oficina Legislativa del Senado de Puerto Rico en 2005.

El 12 de enero de 2009, juramentó y se convirtió en la primera alcaldesa electa por el pueblo de Ponce, segunda ciudad más grande de Puerto Rico.
Durante su primer término la alcaldesa fue la primera mujer en presidir la Organización para el Desarrollo Integral del Sur (DISUR). Además, la Federación de Alcaldes de Puerto Rico la designó como portavoz ante la Junta de Supervisión Fiscal. A su vez, Meléndez Altieri fue la vicepresidenta de la Federación de Alcaldes de Puerto Rico (2008-2012). Tanto en 2012 como en 2016 Meléndez Altieri, revalidó como alcaldesa en su segundo y tercer término respectivamente.
Es la National Committewoman del Partido Demócrata en Puerto Rico desde 2013. Es también presidenta del Concilio de la Liga de Ciudadanos Latinoamericanos Unidos (LULAC).
Luego de una crisis económica prolongada y un huracán devastador, Meléndez Altieri ha emergido como una líder puertorriqueña de reconocimiento internacional por su abogacía en diferentes foros para reconstruir la isla. Es una defensora de los derechos legítimos de los puertorriqueños como ciudadanos americanos, llegando a posicionar la ya conocida campaña “We Are Americans Too”, que ha ayudado a la ciudad a ganar atención para abogar por un futuro más sostenible y una respuesta urgente a las necesidades de desembolso de fondos federales de la isla, a través del diálogo con congresistas americanos, funcionarios federales y líderes empresariales. El alcalde de Los Ángeles, Eric Garcetti, la describió como una “verdadera heroína americana”.
Ha visitado la Capital Federal, para llevar su voz a través de Conferencias en Washington, como en la George Washington University, Catholic University, Georgetown University, American University and New York University (NYU). Además, ha sido oradora en actividades del National League of Cities; la U.S. Conference of Mayors y ha sido oradora en el Congreso ante el Caucus Demócrata de Legisladores Hispanos. En parte, el éxito de su acercamiento a las autoridades federales, académicas, sociales, comunitarias y su interacción constante, se ha debido al trabajo realizado por un equipo de trabajo que se estructuró a raiz de la emergencia del huracán María, recayendo la estrategia de comunicación y relaciones públicas en el estratega político Y profesor de la Universidad de Columbia Geovanny Vicente Romero, establecido en Washington D. C.

## Premios
- Fue reconocida como la “Heroína de la Medicina Dental” por la Asociación Dental Hispana en septiembre de 2018.
- Recibió el reconocimiento de “Mujer Exitosa 2010” de parte de la Universidad John Dewey College.
- La Oficina del Procurador de Personas con Impedimentos la reconoció en el año 2010 por su compromiso con esta población.
- Ganadora del Premio Calidad Humana,[21] máximo galardón a la música y al empresarismo, por la pronta acción y recuperación bajo los estragos del Huracán María.
- La Ejecutiva Municipal recibió un Reconocimiento por el Senado como Mujer.
- En enero de 2018 recibió en Washington D. C. el premio Antonio Villaraigosa Leadership Award, distinción que se otorga a alcaldes por sus ejecutorias en defensa de la comunidad latina y por su heroíca labor durante la emergencia del huracán María.

## Proyectos como alcaldesa
Durante su administración como  alcaldesa ha impulsado y/o supervisado 16 proyectos bajo la iniciativa “Ponce Avanza”; con una inversión que supera los $177 millones de dólares:
- “Sistema Integrado de Transportación del Sur”, más conocido como SITRAS, con seis rutas establecidas y el Programa Complementario Paratránsito y el “New Freedom Program”.
- El Parque Ecológico Urbano,[22] con una inversión de $4.5 millones de dólares.
- Ciudad Deportiva[23] con un parque de patinetas y canchas de tenis, soccer y béisbol.
- La restauración del Edificio Juan Bigas[24] (antigua Plaza del Mercado) para covertirlo en lo que hoy es, Ponce Servicios.
- Clínicas de Vacunación y Unidad Móvil de Salud.
- Grupos Comunitarios de Respuesta Inmediata con planes de emergencia.
- “Boutique para ti”, beneficio a miles de graduados que están en busca de su traje de gala o etiqueta para su noche de graduación.
- Oficina de Bases de Fe, proporciona a los ciudadanos herramientas y recursos para que hagan de Ponce una ciudad más resiliente.
- Cuartos de lactancia para empleadas, familiares y visitantes.
- Nuevo Centro Educativo Digital .
- Proyecto teatral, “Suba el telón”, para jóvenes actores y actrices de escuelas públicas.
- Proyecto Marca Ciudad.[25]

## Historial electoral
| Elección | Cargo                             | Partido | Partido | Votos   | %    | Posición | Resultado |
| -------- | --------------------------------- | ------- | ------- | ------- | ---- | -------- | --------- |
| 2004     | Senadora por el distrito de Ponce |         | PNP     | 109,322 | 23.2 | 3.ª      | Derrotada |
| 2008     | Alcaldesa de Ponce                |         | PNP     | 34,315  | 40.9 | 1.ª      | Electa    |
| 2012     | Alcaldesa de Ponce                |         | PNP     | 42,507  | 54.9 | 1.ª      | Reelecta  |
| 2016     | Alcaldesa de Ponce                |         | PNP     | 30,902  | 49.8 | 1.ª      | Reelecta  |
| 2020     | Alcaldesa de Ponce                |         | PNP     | 13,099  | 26.9 | 2.ª      | Derrotada |